# Michael Landes
Michael Christopher Landes (Nueva York, 18 de septiembre de 1972) es un actor estadounidense;  conocido por sus papeles de Jimmy Olsen en la primera temporada de Lois and Clark: The New Adventures of Superman,  Special Unit 2 como el detective Nicholas O'Malley , también como el oficial Thomas Burke en Destino final 2 y David Colon en The Wedding Bells. Él no fue invitado a participar en la segunda temporada de  Lois & Clark: The New Adventures of Superman porque el productor decidió reemplazarlo con el actor Justin Whalin, eso dio una serie de comentarios en la serie por DVD. Justin Whalin reemplazo a Michael Landes con el papel de Jimmy en la tercera temporada del programa. 
Landes nació en el Bronx, New York, hijo de Patricia, una decoradora de interiores y Bernard Landes un constructor de márquetin. Se casa en octubre de 2000 con  Wendy Benson. Wendy Benson y Michael Landes tuvieron dos hijas Mimi y Dominic.

## Filmografía
- Arthur the King (2024) ... TBA[1]
- Angel Has Fallen (2019) ... Sam Wilcox[2]
- 11-11-11 (2011) ... Samuel Crone
- My Girlfriend's Boyfriend (2010)
- Homecoming (2009)
- Possession (2008) Película ... Ryan
- New Tricks (2008) TV ... Leonard Kuziak
- Hotel Babylon (2008) TV ... Earl Archer
- College Road Trip (2008) Película ... Donny
- The Wedding Bells (2007) (TV) David Conlon
- Let Go (2006) (TV) .... Nick Burton
- Ghost Whisperer (2006)(TV)  ...  Kyle McCall
- Love Soup (2005) (TV) .... Gil Raymond
- CSI: Miami ....(2005) TV .... Nick Marshall
- Lucky 13  (2005/I) .... Seth
- Peep Show  (2005) (TV) .... Jonesy
- Marple: 4.50 from Paddington  (2004) (TV) .... Bryan Eastley
- CSI: Crime Scene Investigation (2004) (TV) .... Trent Reed
- A Carol Christmas  (2003) (TV) .... Jimmy
- Destino final 2  (2003) .... Agente Thomas Burke
- Beacon Hill  (2003) .... Billy Dylan
- Hart's War  (2002) .... Mayor M. F. Giannetti
- Special Unit 2 (2001-02) (TV) .... Detective Nicholas O'Malley
- Max Knight: Ultra Spy  (2000) (TV) .... Max Knight
- Get Real (2000) (TV) .... Steve Green
- Providence - Thank You, Providence: Part 1 & 2 (1999) (TV) .... Tom Cromwell
- Getting Personal  .... Christopher DeMarco
- Rescuers: Stories of Courage: Two Women  (1997) (TV) .... Rene Klein
- Union Square  (1997) (TV) .... Michael
- Edie & Pen (1996) (TV) .... Bellman
- Dream for an Insomniac (1996) .... Rob
- The Drew Carey Show (1996) (TV) .... Blaine Bell
- No Greater Love (1996) (TV) .... George Winfield
- Too Something (TV) .... Scott
- Lois & Clark: The New Adventures of Superman (1993-94) (TV) .... Jimmy Olsen #1
- Step by Step (1992) (TV) .... Mike 'The Mover' Walters
- The Torkelsons (1991-92) (TV) .... Riley Roberts
- Please, God, I'm Only Seventeen  (1992) (TV) .... Michael
- When the Party's Over  (1992) .... Willie
- The Wonder Years (1988-91) (TV)  .... Kirk McCray (6 episodios)
- Blossom (1991) (TV) .... Bobby
- The Fresh Prince of Bel-Air (1990-91) (TV) .... Chadney Hunt
- An American Summer  (1991) .... Tom Travis
- Thirtysomething (1989) (TV) .... Young Michael

Como productor:
- Beacon Hill (2003) (coproductor)
- Getting Personal (1998) (productor)